# Норильск (телерадиокомпания)
ГТРК «Норильск» — бывшая государственная телерадиокомпания Норильска.

## История
13 апреля 1956 года была создана Норильская городская редакция радиовещания. Первая телетрансляция в Норильске началась 30 декабря 1958 года. 11 августа 1959 года была открыта Норильская студия телевидения, а 15 августа с ней была объединена Норильская городская редакция радиовещания. Несмотря на суровый климат и сильные морозы, в Норильске был построен телецентр. Первоначально качество изображения было нечетким, но с 1962 года постепенно стало модернизироваться оборудование, что привело к улучшению качества сигнала и изображения, а 30 декабря 1982 года горожане увидели первую передачу в цветном формате.
17 марта 1992 года Норильская студия телевидения и Норильский радиотелецентр были упразднены, а на их базе была создана Государственная телерадиокомпания «Норильск». 
В 1992 году и до самого закрытия осуществляла эфир на отдельном 5-м метровом канале, деля частоту с норильским телеканалом «Северный город».

### Закрытие
29 ноября 2018 года появилась информация о том, что ВГТРК закрывает некоторые региональные филиалы, в том числе в Норильске.
31 мая 2019 года в 20:45 вышел последний выпуск программы «Вести-Норильск» в формате мини-фильма об истории развития норильского телевидения. Сразу после показа этой программы, ГТРК «Норильск» официально прекратила своё существование. С 1 июня 2019 года в Норильске остался только корреспондентский пункт, история самостоятельного телевидения окончена. С 3 июня 2019 года репортажи норильских корреспондентов выходят в рамках программы «Вести-Красноярск».

## Структура ГТРК «Норильск»
- «Россия-1» и ГТРК «Норильск»
- «Россия-24» и ГТРК «Норильск»
- «Радио России» и ГТРК «Норильск»

## Адрес
- Норильск, Красноярский край, Россия, ул. Набережная Урванцева, 10а